# Algimia de Almonacid
Algimia de Almonacid település Spanyolországban, Castellón tartományban. Algimia de Almonacid Aín, Alcúdia de Veo, Almedíjar, Gaibiel, Matet és Vall de Almonacid községekkel határos. Lakosainak száma 258 fő (2024).

## Népesség
A település népessége az elmúlt években az alábbi módon változott:
| Lakosok száma | 288  | 269  | 286  | 328  | 315  | 292  | 265  | 263  | 240  | 258  |
|               | 2001 | 2004 | 2006 | 2009 | 2011 | 2014 | 2016 | 2019 | 2021 | 2024 |